# Wiesenkreis
Der Wiesenkreis war eine kurzlebige Verwaltungseinheit des Großherzogtums Baden, die von 1809 bis 1815 als Mittelinstanz zwischen der Landesregierung und den Bezirksämtern wirkte (Verwaltungsgliederung Badens).

## Geschichte
Durch das Organisationsrescript vom 26. November 1809 erfolgte die erste erschöpfende Regelung der neueren badischen Verwaltungsorganisation. Auf der mittleren Ebene wurden die drei Provinzen aufgehoben und nach französischem Vorbild durch zehn Kreise ersetzt. Die Kreisregierungen führten die Aufsicht über die 66 landesherrlichen und 53 standesherrlichen Bezirksämter. 
Die Bezeichnung Wiesenkreis war abgeleitet vom Fluss Wiese, der vom Feldberg kommend, bei Basel in den Rhein mündet und auf seinem Weg die damaligen Ämter Schönau, Schopfheim und Lörrach durchfließt.
Erster und einziger Direktor des Wiesenkreises wurde der bisherige Landvogt des Oberamts Rötteln, August von Kalm.
Im November 1815 wurde bekanntgegeben, dass der Wiesenkreis aufgelöst und dem Dreisamkreis zugeschlagen werde.
Per 11. November 1815 gingen die Geschäfte des Direktoriums des Wiesenkreises an jenes des Dreisamkreises über. Der bisherige Kreisdirektor Staatsrat von Kalm wurde pensioniert und zum wirklichen Staatsrat ernannt.

## Gebiet des Wiesenkreises
Den Kern des Kreises bildete das Gebiet des bisherigen Oberamts Rötteln. 
Neben den nach der Auflösung des bisherigen Oberamts Rötteln gebildeten Bezirksämtern Lörrach, Schopfheim und Kandern umfasste der Kreis die landesherrlichen Bezirksämter Säckingen, Waldshut, St. Blasien, Schönau, Müllheim und Badenweiler, wobei auf der Ebene der zugeordneten Gemeinden zahlreiche Änderungen vorgenommen wurden. Das Amt Laufenburg (Kleinlaufenburg) wurde neu gebildet. Die bisherigen Ämter Beuggen und Schliengen wurden aufgelöst und die bisher dort zugehörigen Gemeinden den Bezirksämtern Lörrach, Schopfheim und Kandern zugeteilt.
Nebst diesen landesherrlichen Ämtern waren auch eine ganze Anzahl grundherrlicher Orte dem Wiesenkreis zugeteilt. Es handelte sich dabei um Orte deren Grundherren Adelsfamilien der ehemaligen Breisgauer Ritterschaft waren. Erst 1810 wurden diese Orte auch Bezirksämtern zugeteilt. Das grundherrliche Amt Zell der Freiherren von Schönau kam zum Amt Schopfheim.
Die ebenfalls den von Schönau gehörigen Orte Obersäckingen, Ober- und Nieder-Schwörstadt, Öflingen, Wallbach und Wehr wurden dem Amt Säckingen zugeschlagen. Inzlingen (Reich von Reichenstein) zum Amt Lörrach; Bamlach und Rheinweiler (Freiherren von Rotberg), Liel (Freiherren von Baden) und Bad Bellingen (Freiherren von Andlau) kamen zum Amt Kandern. Unteralpfen (Zweyer von Evenbach) wurde dem Amt Waldshut zugeteilt.
1812 verkaufte Fürst Joseph von Schwarzenberg die standes- und grundherrlichen Rechte, die er im Gebiet der ehemaligen Herrschaft Schwarzenberg hatte, an das Großherzogtum Baden. Die ehemals standesherrlichen Ämter Tiengen und Jestetten, die bisher zum Donaukreis gehörten, wurden 1813 dem Wiesenkreis zugeteilt.
Mit Verordnung vom 14. Mai 1813 wurden per 1. Juni 1813 die standesherrlichen Verwaltungs- und Gerichtsrechte aufgehoben.